# Randonneur (fietser)
Een randonneur is een bepaalde langeafstandsfietser, in het bijzonder één die deelneemt aan randonneuringevenementen. Het fietsevenement waar de randonneur aan deelneemt staat ook wel bekend als een brevet of randonnée - een georganiseerde niet-competitieve langeafstandsfietstocht. Gebruikelijke afstanden zijn 200 km, 300 km, 400 km, 600 km en 1200 km. Een bekend evenement is Parijs-Brest-Parijs.